# Багерово
Ба́герово (укр. Багерове, крымскотат. Bagerovo, Багерово) — посёлок городского типа / посёлок в Ленинском районе (Автономной) Республики Крым, центр Багеровского сельского поселения (Багеровского поселкового совета).

## Население
| 1959  | 1970  | 1979  | 1989  | 2001  | 2009  |
| ----- | ----- | ----- | ----- | ----- | ----- |
| 5149  | ↗5245 | ↗5594 | ↗6858 | ↘4551 | ↘3937 |
| 2010  | 2011  | 2012  | 2013  | 2014  | 2021  |
| ↗3956 | ↗3962 | ↘3919 | ↘3894 | ↗4315 | ↘3972 |

Всеукраинская перепись 2001 года показала следующее распределение по носителям языка
| Язык             | Процент |
| ---------------- | ------- |
| русский          | 79.52   |
| украинский       | 9.26    |
| крымскотатарский | 8.91    |
| белорусский      | 1.01    |
| другие           | 0.24    |

## Современное состояние
На 2017 год в Багерово числится около 50 улиц; на 2009 год, по данным поссовета, селение занимало площадь 325 гектаров на которой проживало 4,4 тысячи человек. В Багерово действуют 2 средние общеобразовательные школы и детский сад «Ивушка», сельский Дом культуры, библиотека, Багеровская районная больница, отделение Почты России, храм Архангела Михаила. Багерово связано автобусным сообщением с Керчью и соседними населёнными пунктами.

## География
Багерово расположено в 61 км от районного центра Ленино, в 15 км от города-героя Керчь, высота центра селения над уровнем моря — 86 м. С запада на восток посёлок пересекает железная дорога Джанкой — Керчь; в самом посёлке располагается станция Багерово, разделяющая посёлок на северную и южную части. Транспортное сообщение осуществляется по региональным автодорогам 35Н-336 «Керчь — Чистополье — Новоотрадное» и 35Н-317 Багерово — до шоссе «граница с Украиной — Джанкой — Феодосия — Керчь» (по украинской классификации — С-0-10829 и С-0-10810).

## История
Поместье на территории нынешнего Багерово было приобретено немцем Баугером в 1897 году. На верстовой карте Крыма 1896—1926 года обозначена каменоломня «Баугеровская скала» в 10 дворов с русским населением. В доступных источниках впервые встречается в «…Памятной книжке Таврической губернии на 1902 год», согласно которой на хуторе Баугера Сарайминской волости Феодосийского уезда, входившем в Ново-Александровское сельское общество, жителей и домохозяйств не числилось. По Статистическому справочнику Таврической губернии. Ч.II-я. Статистический очерк, выпуск пятый Феодосийский уезд, 1915 год, в Сарайминской волости Феодосийского уезда числились железнодорожный разъезд Багрево (1 двор с русским населением в количестве 11 человек только «посторонних» жителей).
С конца XIX века и до 1970-х годов вблизи Багерова велась добыча пильного камня-известняка закрытым и открытым способом. Во время Гражданской войны в Багеровских каменоломнях действовал партизанский отряд.
При Советской власти, по постановлению Крымревкома от 8 января 1921 года была упразднена волостная система и селение включили в состав Керченского уезда, в октябре 1923 года преобразованного в Керченский район. Когда закрепился вариант названия Багерово — точно не установлено, на карте Стрельбицкого 1920 года оно уже присутствует. В 1925 году из нескольких мелких колхозов был создан колхоз «Россия» с центральной усадьбой в Багерово. Согласно Списку населённых пунктов Крымской АССР по Всесоюзной переписи 17 декабря 1926 года, на железнодорожной станции Багерово, Маяк-Салынского сельсовета Керченского района, числилось 3 двора, население составляло 15 человек, из них и 11 русских и 4 украинцев По данным всесоюзная перепись населения 1939 года в селе проживало 665 человек. В 1941 году Багерово получило статус посёлка городского типа.
С 25 июня 1946 года посёлок в составе Крымской области РСФСР. 26 апреля 1954 года Крымская область была передана из состава РСФСР в состав УССР. Время создания поссовета пока не установлено: на 15 июня 1960 года он уже существовал. Указом Президиума Верховного Совета УССР «Об укрупнении сельских районов Крымской области» от 30 декабря 1962 года Приморский район был упразднён и Багерово присоединили к Ленинскому. По данным переписи 1989 года в селе проживало 6804 человека. С 12 февраля 1991 года Багерово в восстановленной Крымской АССР, 26 февраля 1992 года переименованной в Автономную Республику Крым.

### Багеровский ров
45°22′08″ с. ш. 36°22′41″ в. д.
Несмотря на сложившуюся историческую традицию и закрепившееся название, «Багеровский ров» географически находится на окраине села Октябрьское, примерно в 5 километрах восточнее Багерово .

### Партизанский отряд «Шахта Багерово»
Сформировался в Багеровских каменоломнях. Подготовка велась с мая 1943 года группой патриотов 12-15 человек. Были созданы запасы продовольствия, воды, боеприпасов. Партизанский отряд приступил к боевой деятельности 24 октября 1943 года. В его составе были железнодорожники, колхозники, окруженцы и бежавшие военнопленные – всего около 240 человек. В каменоломни ушло также много мирных жителей посёлка Багерово. Командирование отряда состояло из числа военнослужащих РККА: командир отряда Паринов С. Е., комиссар Белов, начальник штаба Ларионович Владимир, старшина Галаганенко П.Д. На вооружении отряда имел: 2 ручных пулемета, 3 автомата, 45 винтовок, 3 винтовки СВТ, 8 карабинов, ручные гранаты. Как взрывчатка использовались авиабомбы. Отряд совершал диверсионные действиях на железнодорожной станции Багерово. Были взорваны артиллерийский склад на станции Нижегорское и склады взрывчатки в поселке Багерово. Вывели из строя 5 паровозов, подрывом мин в топках. Уничтожили 30 солдат и офицеров противника. Оккупанты замуровали и заблокировали основные входы в Багеровские каменоломни, в отряде начался голод. Ворвавшись 5 марта 1944 года в каменоломни противник уничтожил отряд, погибло 220 партизан.

### Аэродром
Во время Великой Отечественной войны в период оккупации Крыма в районе посёлка был построен аэродром Люфтваффе, здесь служил хорватский ас Мато Дуковац.
В 1947 году на базе этого аэродрома был создан 71 полигон для обеспечения ядерных испытаний, с военным гарнизоном.

## Инфраструктура
В настоящее время в Багерово расположены и функционируют 2 общеобразовательные школы, два детских сада районная участковая больница, поликлиника, дом культуры, Багеровский завод марочных коньяков. На территории поссовета расположен уникальный Караларский ландшафтный парк и не менее уникальное озеро Чокрак.
В Багерово есть одноимённая железнодорожная станция (ветка «Джанкой—Керчь») и автостанция. При строительстве железнодорожной ветки к Керченскому мосту станция была расширена и стала узловой.
20 ноября 2018 года Росжелдор отменил тендер на электрификацию участка транспортного перехода через Керченский пролив до посёлка Багерово (железнодорожной части Крымского моста и подхода к нему) из-за переноса дороги, на пути которой оказался найденный археологами древнее городище Манитра.

## Экологические проблемы
На территории полигона Багерово имеется закрытая зона — ядерный могильник объект «М», площадью 300 га. Вероятно, здесь утилизировали отходы от дезактивации самолётов либо радиоактивные элементы конструкции. В окрестностях объекта, согласно ежегодным замерам, уровень радиации не превышен, но в районе могильника зафиксированы выбросы до 15 тыс. микрорентген в час.

## Известные уроженцы и жители
- Сергей Леонидович Доренко (1959—2019 гг.)
- Pyrokinesis